# Asplenium squamuliferum
Asplenium squamuliferum är en svartbräkenväxtart som beskrevs av Cornelis Rugier Willem Karel van Alderwerelt van Rosenburgh. Asplenium squamuliferum ingår i släktet Asplenium och familjen Aspleniaceae. Inga underarter finns listade.